# Épistémologie post-Gettier

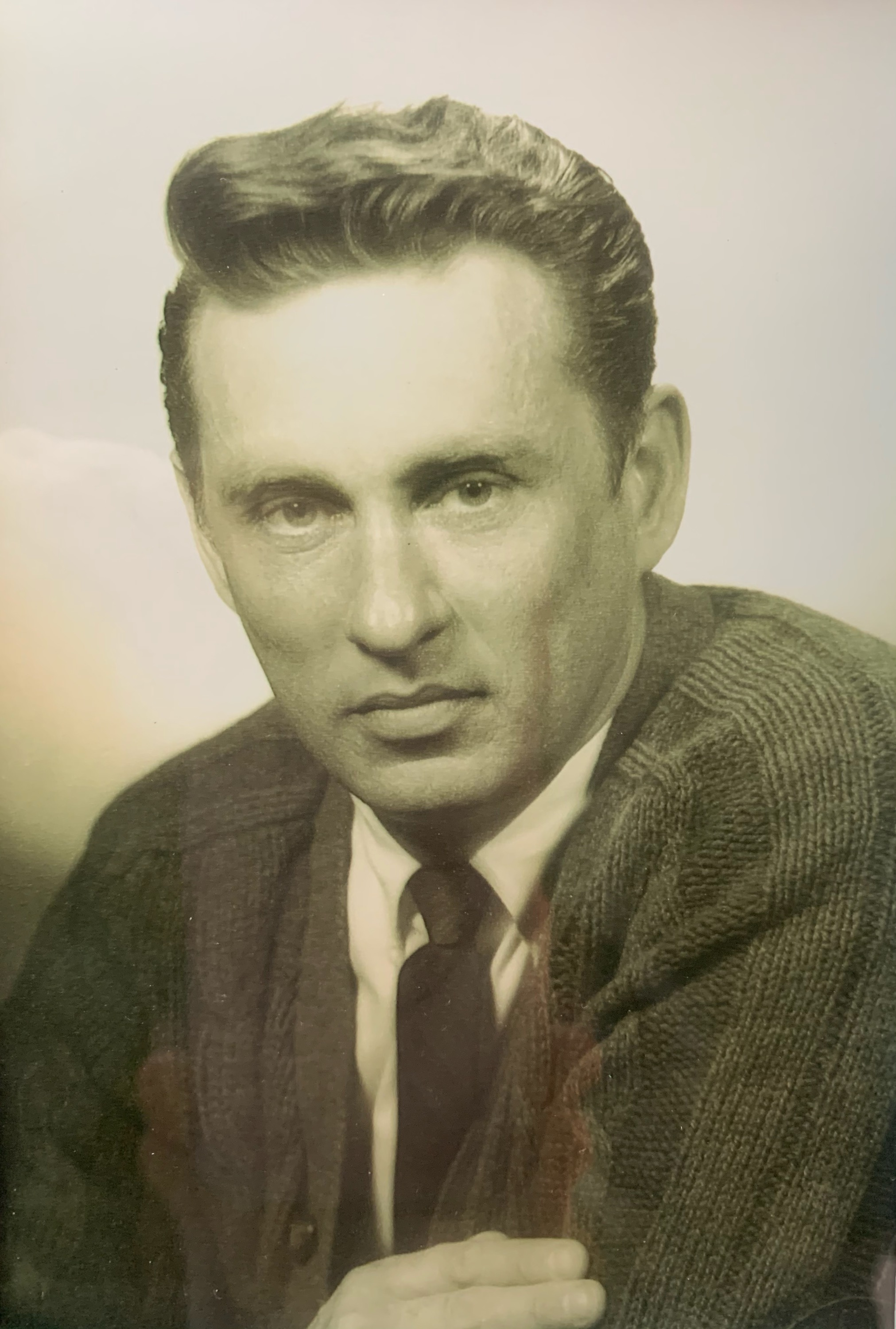
Edmund Gettier, dont l'article initiera une période de réflexion intense autour de la définition de la connaissance.

L'épistémologie post-Gettier (en anglais Post-Gettier Epistemology ou post-Gettier theories) est une école de pensée et une période de réflexion et de débat intensif en philosophie de la connaissance, déclenchée par la publication en 1963 de l'article de Edmund Gettier intitulé Is Justified True Belief Knowledge? (« La croyance justifiée et vraie est-elle la connaissance ? »), qui remet en question la définition classique de la connaissance comme croyance vraie justifiée.
La période post-Gettier dans la philosophie de la connaissance anglo-saxonne est caractérisée par une exploration des façons de raffiner ou de réviser la définition de la connaissance pour répondre aux défis posés par le problème de Gettier.
La définition de la connaissance propositionnelle est celle qui a le plus attiré l'attention des philosophes. Depuis le Théétète de Platon, les philosophes s'accordent généralement sur le fait qu'une connaissance est une croyance vraie et justifiée, mais aussi qu'elle n'est pas seulement une croyance vraie. Ils s'accordent à penser qu'il faut en outre que la croyance et la vérité (ou le fait) soit en quelque sorte connectés d'une façon appropriée, mais ils sont en désaccord sur la nature de cette connexion. Pour certains, il faut que la croyance soit certaine ou infaillible, pour d'autres, qu'elle soit justifiée, ou pourvue d'une justification non défaite, pour d'autres, qu'elle résulte d'un processus fiable, ou pour d'autres encore qu'elle ne soit pas vraie par accident. C’est sur ces conditions supplémentaires pour la connaissance que portent les débats.

## Définition de la connaissance
La définition traditionnelle de la connaissance est qu'elle est une croyance vraie et justifiée.
On trouve cependant, en philosophie, les distinctions entre différents types de savoir :
- la connaissance propositionnelle est le fait de savoir qu'une certaine proposition est vraie, par exemple « savoir que la Terre est ronde » ;
- le savoir-faire est le fait d'être capable de réussir une action, par exemple, « savoir faire une gaufre »[9] ;
- la connaissance objectuelle, aussi appelée acquaintance, est le fait de connaître une chose particulière, par exemple, « connaître Paris »[10].

### Connaissance comme croyance vraie et justifiée

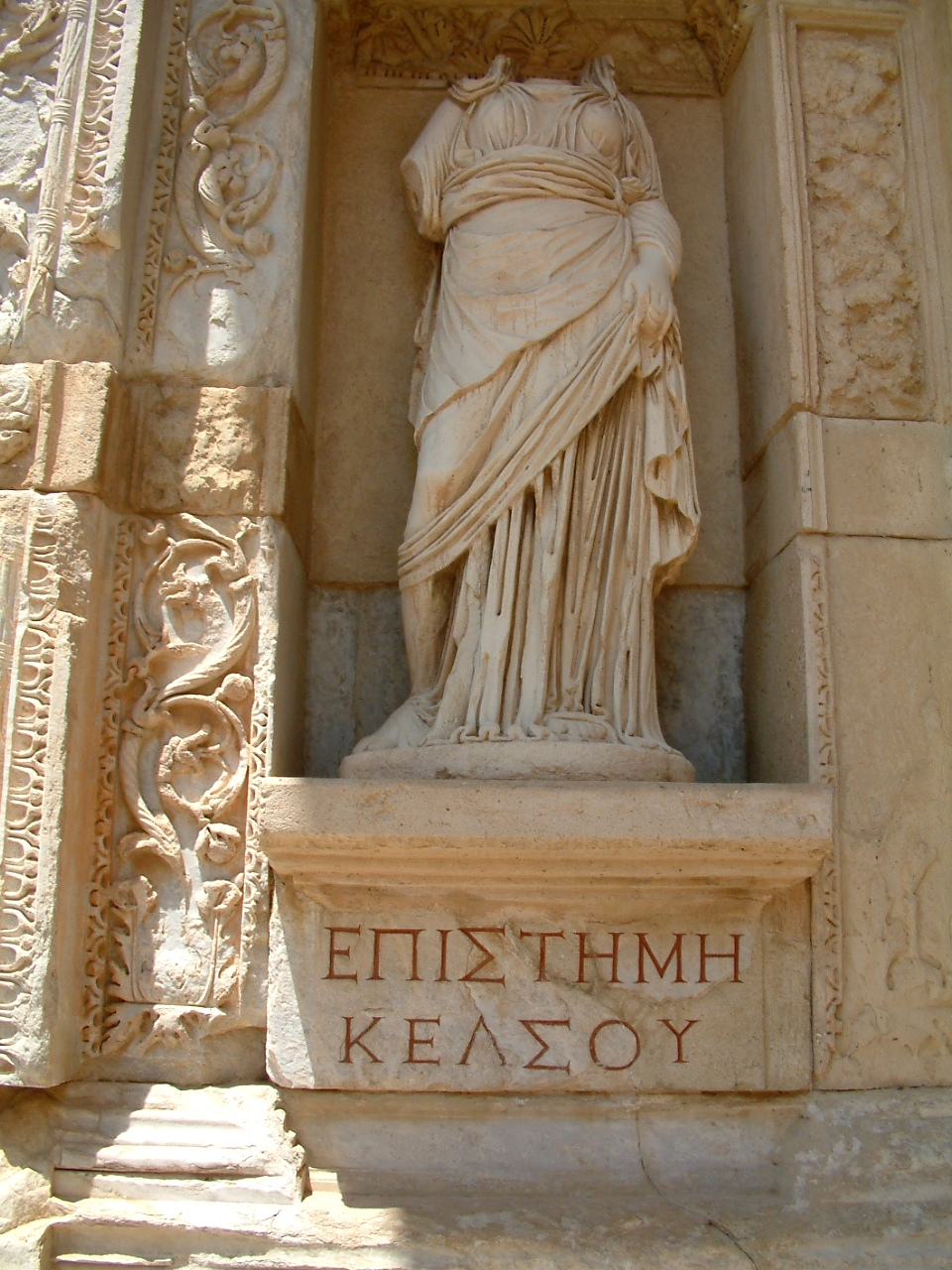
Personnification de la connaissance (en Ἐπιστήμη, Epistémè) dans la Bibliothèque de Celsus à Éphèse en Turquie.

Contrairement à la thèse généralement acquise, Platon, dans le Théétète ne définit pas la connaissance. On trouve de nombreuses sources lui attribuant l'expression « d'opinion droite pourvue de raison » (201 d). Or, à la lecture du texte, il apparaît que Platon ne se satisfait pas de cette définition, puisqu'une opinion peut être vraie sans pour autant en avoir la science : le juge, par exemple, peut être persuadé par un témoin, et prononcer un jugement correct. Et la justification requiert par ailleurs un savoir, une connaissance, la définition devient alors : « l'opinion vraie accompagnée de savoir de la différence ». Le mot « savoir » apparaît alors dans sa propre définition ! Ce qui est impossible. Il s'agit d'une définition circulaire qui n'est donc pas valide. Pour cette raison, Platon réfute cette caractérisation et n'apporte donc aucune définition.
Cependant, les exégètes de Platon ne s'accordent pas tous sur le fait de savoir si Platon adoptait lui-même cette définition ou non. Quoi qu'il en soit, elle a été retenue par une certaine tradition philosophique ultérieure. Aujourd'hui, on lui préfère souvent l'expression « croyance vraie justifiée ».
Platon propose l'idée que la croyance vraie (« opinion droite ») n'est pas forcément une connaissance. Il donne l'exemple de la plaidoirie mensongère (Théétète, 200 a-201 d). Supposons qu'un avocat arrive à persuader les jurés que son client est innocent en utilisant de très mauvais arguments et des mensonges : il se peut néanmoins que son client soit véritablement innocent. Si c'est le cas, les jurés ont une opinion ou croyance (ils croient que l'accusé est innocent), et cette croyance est vraie. Pourtant, ils ne « savent » pas que l'accusé est innocent, parce qu'ils auraient pu être trompés par l'avocat. On peut ajouter un autre exemple : si vous tirez à pile ou face pour deviner s'il pleuvra demain, alors peut-être que vous tomberez juste, mais même lorsque c'est le cas, vous ne « savez » pas qu'il pleuvra demain, parce que c'est un simple coup de chance que votre croyance soit vraie.
Platon suggère donc qu'une connaissance n'est pas une simple croyance vraie, mais une croyance vraie « pourvue de raison » (Théétète 201 d). Ce que Platon entend par « raison » ici est objet de débat chez les exégètes. Mais la tradition en a retenu l'explication suivante. Une croyance est « pourvue de raison » lorsqu'elle s'appuie sur une bonne raison de croire la chose en question. Ainsi, les mensonges de l'avocat ne sont pas une bonne raison de croire que son client est innocent; de même, le fait que la pièce soit tombée sur pile n'est pas une bonne raison de croire qu'il pleuvra demain. Au contraire, croire que le client est innocent parce qu'on l'a vu ailleurs que sur les lieux du crime au moment du crime, c'est avoir une bonne raison de croire qu'il est innocent.
La définition traditionnelle suggère donc que lorsqu'une croyance s'appuie sur des bonnes raisons, et qu'elle est vraie, alors c'est une connaissance.
Deux remarques sur cette définition traditionnelle. Tout d'abord, elle ne s'applique qu'à la connaissance propositionnelle: le fait que quelqu'un sache que telle ou telle chose est vraie. La connaissance objectuelle n'est ni une croyance, ni susceptible d'être vraie : par exemple, si je connais Pierre, cela ne correspond à aucune croyance en particulier (croire en Pierre ??), ni a fortiori à une croyance vraie. De même, la définition traditionnelle ne dit rien sur la connaissance comme savoir-faire.
Ensuite, la définition traditionnelle suppose que la connaissance est (au moins) une croyance vraie. (a) elle est une croyance: si Antoine ne croit pas que la Terre est ronde, alors il ne peut pas le savoir. Pour savoir quelque chose, il faut au moins croire que c'est le cas, c'est-à-dire le tenir pour vrai. (b) elle est une croyance vraie: si Antoine croit que Paris est en Belgique, alors il ne peut pas savoir que Paris est en Belgique, tout simplement parce que c'est faux. Inversement, si Antoine sait que les clefs sont dans le tiroir, alors il est vrai que les clefs sont dans le tiroir. Bien sûr, il peut arriver qu'Antoine pense à tort savoir où sont les clefs; mais dans ce cas, il ne sait pas en fait où elles sont. Ces deux points ((a) et (b)) ont été remis en cause, mais la plupart des philosophes continuent de les admettre aujourd'hui.

### Problème de Gettier
La définition traditionnelle de la connaissance est aujourd'hui tenue pour insuffisante à cause du problème de Gettier. Le problème a été exposé par Edmund Gettier qui a donné les deux premiers exemples de ce genre en 1963 dans un bref article resté célèbre. E. Gettier montre qu'il y a des croyances vraies et justifiées qui ne sont pas des connaissances (voir article Edmund Gettier pour des descriptions et des analyses précises de ces exemples).
Plusieurs compléments à la définition traditionnelle, ou même de nouvelles définitions, ont été proposés depuis, mais aucun n'a réussi à s'imposer. Certains philosophes soutiennent que la notion n'est pas définissable. Cela dit, un certain nombre de points d'accord existent : que la connaissance propositionnelle soit au moins une croyance vraie et non accidentelle et/ou justifiée. La définition de la connaissance est encore objet de débat chez les philosophes.

## Autres définitions de la connaissance
Le problème de Gettier relève formellement de la logique du premier ordre, mais l'introduction par Gettier de termes tels que « croit » et « sait » déplace la discussion dans le domaine de l'épistémologie. Ici, les arguments solides (vrais) attribués à Smith doivent également être valides (croyants) et convaincants (justifiés) s'ils doivent être pris en compte dans la discussion du monde réel sur la « croyance vraie justifiée ».
Les réponses aux problèmes de Gettier se répartissent en trois catégories :
- affirmations de la théorie de la connaissance de JTB. Cette réponse confirme la théorie de la connaissance de JTB, mais rejette les cas de Gettier. En général, le promoteur de cette réponse rejette les cas de Gettier parce que, selon lui, ils impliquent des niveaux de justification insuffisants. La connaissance nécessite en fait des niveaux de justification plus élevés que ceux des cas de Gettier ;
- réponses à la quatrième condition. Cette réponse accepte le problème soulevé par les cas de Gettier et affirme que JTB est « nécessaire » (mais pas « suffisant ») pour la connaissance. Une explication correcte de la connaissance, selon ce type de point de vue, contiendra une quatrième condition (JTB + ?), inconnue. Avec la quatrième condition en place, les contre-exemples de Gettier (et d'autres contre-exemples similaires) ne fonctionneront pas, et l'ensemble de critères à la fois nécessaires et suffisants pour la connaissance sera adéquat ;
- réponse de remplacement de la justification. Cette réponse accepte également le problème soulevé par les cas de Gettier. Cependant, au lieu d'invoquer une quatrième condition, elle cherche à remplacer la justification elle-même par une autre troisième condition (?TB) (ou à la supprimer entièrement), qui rendra les contre-exemples obsolètes.

Une réponse possible est donc que dans aucun des cas ci-dessus la croyance n’était justifiée, car il est impossible de justifier quoi que ce soit qui ne soit pas vrai. Inversement, le fait qu’une proposition se révèle fausse est la preuve qu’elle n’était pas suffisamment justifiée au départ. Selon cette interprétation, la définition de la connaissance du JTB survit. Cela déplace le problème vers une définition de la justification, plutôt que de la connaissance. Une autre opinion est que justification et non-justification ne sont pas en opposition binaire. Au contraire, la justification est une question de degré, une idée étant plus ou moins justifiée. Cette théorie de la justification est soutenue par des philosophes tels que Paul Boghossian et Stephen Hicks[réf. non conforme]. Dans le sens commun, une idée peut non seulement être plus ou moins justifiée, mais elle peut aussi être partiellement justifiée (le patron de Smith lui a dit X) et partiellement injustifiée (le patron de Smith est un menteur). Les cas de Gettier impliquent des propositions qui étaient vraies, crues, mais qui avaient une justification faible. Dans le cas 1, la prémisse selon laquelle le témoignage du patron de Smith est une « preuve solide » est rejetée ; l'affaire elle-même dépend du fait que le patron ait tort ou soit trompeur (Jones n'a pas obtenu le poste) et donc peu fiable. Dans le cas 2, Smith a de nouveau accepté une idée douteuse (Jones possède une Ford) avec une justification non spécifiée. Sans justification, les deux cas ne remettent pas en cause la conception de la connaissance de JTB.
D'autres épistémologues acceptent la conclusion de Gettier. Leurs réponses au problème de Gettier consistent donc à essayer de trouver des analyses alternatives de la connaissance. Ils se sont efforcés de découvrir et de s'accorder sur une notion unique de vérité, de croyance ou de justification qui soit entièrement et évidemment acceptée. La vérité, la croyance et la justification n'ont pas encore été définies de manière satisfaisante, de sorte que la définition satisfaisante de JTB (la croyance vraie justifiée) reste problématique, en raison ou non des exemples de Gettier. Gettier, qui fut pendant de nombreuses années professeur à l'université du Massachusetts à Amherst, s'est également intéressé plus tard à la logique épistémique de Jaako Hintikka, un philosophe finlandais de l'université de Boston qui a publié « Knowledge and Belief » en 1962.

### Définition fondationnaliste
Aristote (Seconds Analytiques), Descartes (Règles pour la direction de l'esprit), Locke (Essai sur l'entendement humain), Hume (Traité de la nature humaine, livre 1 : l'entendement), Kant (Critique de la raison pure) et Russell (Problèmes de philosophie, 1912, Théorie de la connaissance, 1913, Notre connaissance du monde extérieur, 1914), ont une théorie de la connaissance à deux niveaux : une connaissance est ou bien (a) une connaissance de base, ou bien (b) une connaissance inférée d'une connaissance de base. Les connaissances de bases sont les premiers principes, ceux qui ne sont pas dérivés d'autre chose. Pour Aristote, ce sont des principes très généraux qui donnent l'essence d'une chose ; pour Descartes, un petit nombre de vérités saisies de façon claire, distincte et indubitable ; pour Locke, les sensations ; pour Hume, les impressions sensibles ; pour Kant, les intuitions des sens (ou sensations) et les principes de l'entendement qui les organisent ; pour Russell, les données des sens et les principes de la logique. Les connaissances dérivées sont les sciences et nos connaissances ordinaires sur le monde. Ces théories sont dites fondationnalistes : une sous-partie de nos connaissances sert de fondement à toutes nos autres connaissances.
Ces théories à deux niveaux semblent suggérer qu'il n'y a pas de définition unique de la connaissance, puisqu'une connaissance est ou bien une connaissance première ou bien une connaissance dérivée. Mais en fait, ces théories sont compatibles avec la définition traditionnelle. On peut en effet les reformuler ainsi: une connaissance est une croyance vraie et justifiée, mais il y a deux façons d'être justifié: (a) pour les croyances de base, elles sont auto-justifiées, (b) pour les croyances dérivées, elles sont justifiées parce qu'elles sont inférées d'autres croyances qui sont, elles, justifiées.
Cette reformulation permet de voir en quoi la définition présentée comme « traditionnelle » dans les sections précédentes est en effet celle adoptée, souvent implicitement, par la majorité des grands philosophes de la connaissance de Platon à Russell.

### Définition comme adéquation à l'objet
D'autres définitions de la connaissance (dans la philosophie de la perception antique, chez Thomas d'Aquin - « veritas est adæquatio intellectus et rei » -, chez Hegel, dans la phénoménologie) reposent sur l'idée d'adéquation du sujet connaissant à l'objet.

### Définitions restrictives
Plusieurs philosophes ont réservé le nom de connaissance à des états épistémiques exceptionnels. Par exemple, Platon appelle « connaissance » (ou « science », épistémè) la saisie intuitive des Formes ou Idées des choses. De même, pour Aristote, il n'y a de « connaissance » et de « science » (épistémè) que du général. Si ces définitions restrictives peuvent servir à caractériser la science ou à désigner un état cognitif exceptionnel visé par le philosophe, elles reviennent à fortement distinguer le substantif « connaissance » des emplois courants des verbes « savoir » ou « connaître » : par exemple, savoir où et quand on est né, savoir qu'il a plu trois fois la semaine dernière, savoir qu'il y a une table et deux chaises devant soi, connaître mon voisin Robert, etc. Notons enfin qu'en français, le substantif qui s'applique volontiers à un état épistémique éminent est peut-être « le savoir » plutôt que « la connaissance ».

## École de pensées

### Fiabilisme
Le fiabilisme est une approche en épistémologie qui suggère que la justification d'une croyance dépend principalement de la fiabilité des processus cognitifs qui conduisent à cette croyance. Selon le fiabilisme, un processus est considéré comme fiable s'il produit majoritairement des croyances vraies. Les processus comme la perception, la mémoire, et le raisonnement logique sont typiquement considérés comme fiables. Ainsi, une croyance produite par un processus fiable est jugée justifiée.
Toutefois, cette approche doit faire face à plusieurs critiques et problèmes conceptuels :
1. Le problème de clairvoyance : Il questionne si des croyances vraies générées par des facultés comme la clairvoyance (sans aucune base évidentielle ou expérientielle) peuvent être considérées comme justifiées. Ce problème met en lumière la limitation du fiabilisme qui suggère que certaines croyances formées par des processus fiables pourraient ne pas être intuitivement justifiées[23].
2. Le problème du nouveau démon malin : Il interroge la fiabilité des croyances formées sous des illusions parfaites créées par un démon trompeur, suggérant que des individus pourraient avoir des raisons de croire en leurs perceptions même si elles sont fausses[24].
3. Le problème de généralité : Ce problème soulève des questions sur la manière de catégoriser et de définir précisément les processus de formation de croyance pour évaluer leur fiabilité. Il illustre la difficulté de déterminer quel niveau de spécificité adopter lors de l'évaluation de la fiabilité d'un processus[25].

En réponse à ces critiques, des variations du fiabilisme ont été développées, telles que le fiabilisme basé sur des listes approuvées et le fiabilisme de normalité, qui considère la fiabilité d'un processus dans des conditions normales d'opération.

### Fondationnalisme et cohérentisme
Le débat entre fondationnalisme et cohérentisme porte sur la structure de la justification épistémique.
Le point de départ du débat est le problème d’Agrippa: si quelqu’un fait une affirmation, alors il doit la défendre par une justification ou un argument. Mais cette justification contient elle-même une affirmation, qu’il faut justifier à son tour. Et ainsi de suite. À terme, seules trois situations sont possibles : 1) la justification s’arrête à certaines affirmations qui ne sont pas elles-mêmes justifiées, 2) la justification continue à l’infini, ou 3) la justification s’appuie circulairement sur des affirmations qu’elle devait justifier. Ce problème est souvent appelé trilemme d'Agrippa, parce qu’il a été formulé par le philosophe sceptique Agrippa, et nous est parvenu par l’intermédiaire de Sextus Empiricus. Chez Agrippa, ces trois options font partie des cinq « modes » par lesquels le sceptique peut suspendre toute affirmation. Agrippa les tient donc toutes les trois pour mauvaises, et les nomme respectivement : l’hypothèse (aussi appelée l'arrêt dogmatique), la régression à l’infini, et le cercle vicieux. Ce trilemme est aussi connu sous le nom de trilemme de Fries (d’après Jakob Friedrich Fries, le premier à l’avoir formulé comme un trilemme), de trilemme de Münchhausen (d'après l'histoire du Baron de Münchhausen s’extirpant d’un marais en se soulevant lui-même par les cheveux), ou problème (ou argument) de la régression épistémique.
Le fondationnalisme consiste à accepter la première branche du trilemme. Selon cette position, certaines croyances (les croyances de base) justifient nos croyances sans être elles-mêmes justifiées par d’autres croyances. Les fondationnalistes doivent admettre que les croyances de bases sont non justifiées, ou ils doivent soutenir qu’elles sont justifiées d’une autre façon que par un argument (par exemple, par une expérience sensorielle, une intuition, ou l’évidence). Les fondationnalistes diffèrent aussi entre eux sur la classe des croyances qui constituent les croyances de base. Pour Descartes et les cartésiens, ce sont un petit nombre de principes abstraits, la connaissance de notre propre existence, et de la véracité de Dieu. Pour des philosophes empiristes comme David Hume ou Bertrand Russell, ce sont les croyances issues de l’expérience sensorielle. Récemment, le fondationnalisme a été notamment défendu par Roderick Chisholm.
Le cohérentisme consiste à accepter la troisième branche du trilemme. Selon cette position, les croyances peuvent se justifier les unes les autres circulairement. L’idée du cohérentisme, qu’on peut faire remonter à Hegel, a été défendue par Otto Neurath, qui comparait la science à un bateau en mer dont on peut remplacer les parties une à une, mais sans jamais le reconstruire entièrement à partir de rien (voir Bateau de Neurath). Le principal défenseur contemporain du cohérentisme est Keith Lehrer.
L’infinitisme consiste à accepter des chaînes infinies de justifications. Cette position a eu peu d'adeptes. Elle est aujourd'hui défendue par Peter Klein.
Les conceptions que le fondationnalisme et le cohérentisme se font de la structure de la justification épistémique sont illustrées par des images bien connues. Dans un article important, Ernest Sosa utilise celles du radeau et de la pyramide. Selon le cohérentisme, nos croyances sont à l’image d’un radeau dont les parties se maintiennent mutuellement, sans qu’aucune ne serve de soutien sans être elle-même soutenue. Selon le fondationnaliste, nos croyances sont à l'image d'une pyramide, où une base soutient tout le reste de l’édifice. L’image de la pyramide est particulièrement appropriée au fondationnalisme empiriste, dans lequel les croyances de bases sont les nombreuses croyances particulières que nous acquérons par l’usage des sens. Pour un fondationnalisme rationaliste, où les croyances de base sont un petit nombre de principes sur lesquels on tente de fonder toutes les autres, l’image de l'arbre, empruntée à Descartes, est plus appropriée.

### Contextualisme et invariantisme
Le contextualisme en philosophie de la connaissance est la thèse selon laquelle les attributions de connaissance peuvent changer de valeur de vérité d'un contexte de conversation à l'autre.
Le contextualisme a été avant tout défendu comme une solution au problème du scepticisme. Selon les contextualistes, lorsque nous envisageons des scénarios sceptiques comme celui d'être en train de rêver, d'être victime d'un Malin Génie ou d'être un cerveau dans une cuve, le mot « savoir » prend une valeur très restrictive, de telle sorte que l'affirmation « Pierre sait qu'il a deux mains » devient fausse dans cette conversation. Inversement, dans les conversations courantes, le mot « savoir » a une valeur moins restrictive, de sorte que l'affirmation « Pierre sait qu'il a deux mains » pourra être vraie. Mais, selon le contextualiste, même si ces deux affirmations sont faites à propos de la même personne qui se trouve dans la même situation, il est possible que l'une soit vraie et l'autre soit fausse, parce que le mot « savoir » a changé de signification entre les deux conversations.
Le contextualiste compare le mot « savoir » à d'autres mots sensibles au contexte, c'est-à-dire qui changent de valeur d'un contexte de conversation à l'autre : les indexicaux (« je », « tu », « il ») ou les adjectifs dits « gradables », qui désignent une certaine quantité sur une échelle, comme « grand » ou « riche ».
Les principaux défenseurs du contextualisme épistémique sont David Lewis, Stewart Cohen et Keith DeRose.
Par opposition, on appelle invariantistes les positions qui nient que la valeur de « savoir » peut changer d'un contexte à l'autre. Selon les invariantistes, si ce que dit le sceptique est vrai alors ce que nous disons dans nos attributions courantes de connaissances est faux, et inversement.
On peut aussi ranger dans le contextualiste un ensemble distinct de positions d'inspiration wittgensteinienne, selon laquelle les attributions de connaissances sont justifiées uniquement relativement à certaines pratiques de justification acceptées par la communauté linguistique. On peut ranger dans cette catégorie le De la certitude de Wittgenstein, John Austin, Michael Williams ou encore Robert Fogelin.